# Koszmosz–140
A Koszmosz–140 (oroszul: Космос–140) Koszmosz műhold, a szovjet műszeres műholdsorozat tagja, a Szojuz űrhajó harmadik (a második sikertelen kísérlet volt), ember nélküli próbarepülése.

## Küldetés
A Koszmosz–133-al végrehajtott program folytatása, a felmerült technikai problémák javított változatának, űrkörülmények közötti próbája. Az emberes űrprogram keretében, a Szojuz-program részeként a Szojuz űrhajó további ember nélküli próbarepülése volt (próbabábuval).

## Jellemzői
Központi tervező iroda CKBEM <= Центральное конструкторское бюро экспериментального машиностроения (ЦКБЕМ)> (OKB-1 <= ОКБ-1>, most OAO RKK Energiya im. SP Korolev <= ОАО РКК Энергия им. С. П. Королёва> – Központi Kísérleti Gépgyártási Tervezőiroda). Az űrhajót kis átalakítással emberes programra, teherszállításra és mentésre (leszállásra) tervezték.
1967. február 7-én a Bajkonuri űrrepülőtér indítóállomásról egy Szojuz hordozórakéta (11A511) juttatta Föld-közeli pályára. A 88,5 perces, 51.7 fokos hajlásszögű, elliptikus pálya elemei: perigeuma 218 kilométer, apogeuma 165 kilométer volt. Szabványosított, tudományos-kutató űreszköz. Áramforrása kémiai. Hasznos tömege 6450 kilogramm. Összesen 1 napot, 23 órát, 29 percet töltött a világűrben. Föld körüli fordulatainak száma: 48.
A program végrehajtása során vezérlési problémák jelentkeztek, valamint a segédfúvókák üzemideje jelentős mértékű üzemanyag-fogyasztást okozott.
Február 9-én földi vezérlésre belépett a légkörbe, a leereszkedés hagyományos módon – ejtőernyővel – megtörtént. Tájolási problémák miatt a visszatérés bármilyen élőlényre halálos lett volna. A leszállóegység a jeges Aral-tóba érkezett, búvárok segítségével emelték mentőhajóra. A gyakorlati próbák során felvetődött technikai hiányosságok ellenére alkalmasnak ítélték a feladat folytatására.